# 高佳敏
高佳敏（1966年—），女，福建福州人，中国武术运动员，第八届全国政协委员，第九届全国人大代表。她在“中华武林百杰”评选活动中被评为十大武星。